# Joachim Camerarius il Vecchio
Joachim Camerarius il Vecchio (Bamberga, 11 aprile 1500 – Lipsia, 15 aprile 1574) è stato un umanista tedesco.
Camerarius nacque in una famiglia nobile il cui cognome era in origine Liebhard. Questo fu poi cambiato in Kammermeister (latinizzato Camerarius) perché alcuni membri della famiglia divennero ciambellani di corte.

## Biografia
Studioso di opere colte e raffinato umanista, insegnò latino e greco a Norimberga (1526) e riorganizzò le università di Tubinga (1530) e di Lipsia (1532). Aiutò Filippo Melantone nella redazione della celebre Confessione augustana, prima esposizione ufficiale dei princìpi del Protestantesimo che sarà poi detto luterano. 
Di particolare rilievo la sua traduzione dal greco in latino dell'opera di Senofonte De re equestri (Sull'equitazione)  , uno dei primi trattati sull'equitazione della civiltà occidentale.
Svolse anche incarichi politici per il Senato di Norimberga.
Era il padre del medico, botanico e naturalista Joachim Camerarius il Giovane e nonno del politico e scrittore Ludwig Camerarius.

## Opere
- Commentarii lingual grecs et latins
- Éléments de Rhétorique
- Vita di Melantone
- Lettres
- Fables